# خلیج پورتو پالرمو
خلیج پورتو پالرمو (به لاتین: Bay of Porto Palermo) یک خور (جغرافیا) در آلبانی است که در شهرستان ولوره واقع شده‌است.